# Volkssternwarte Buchloe

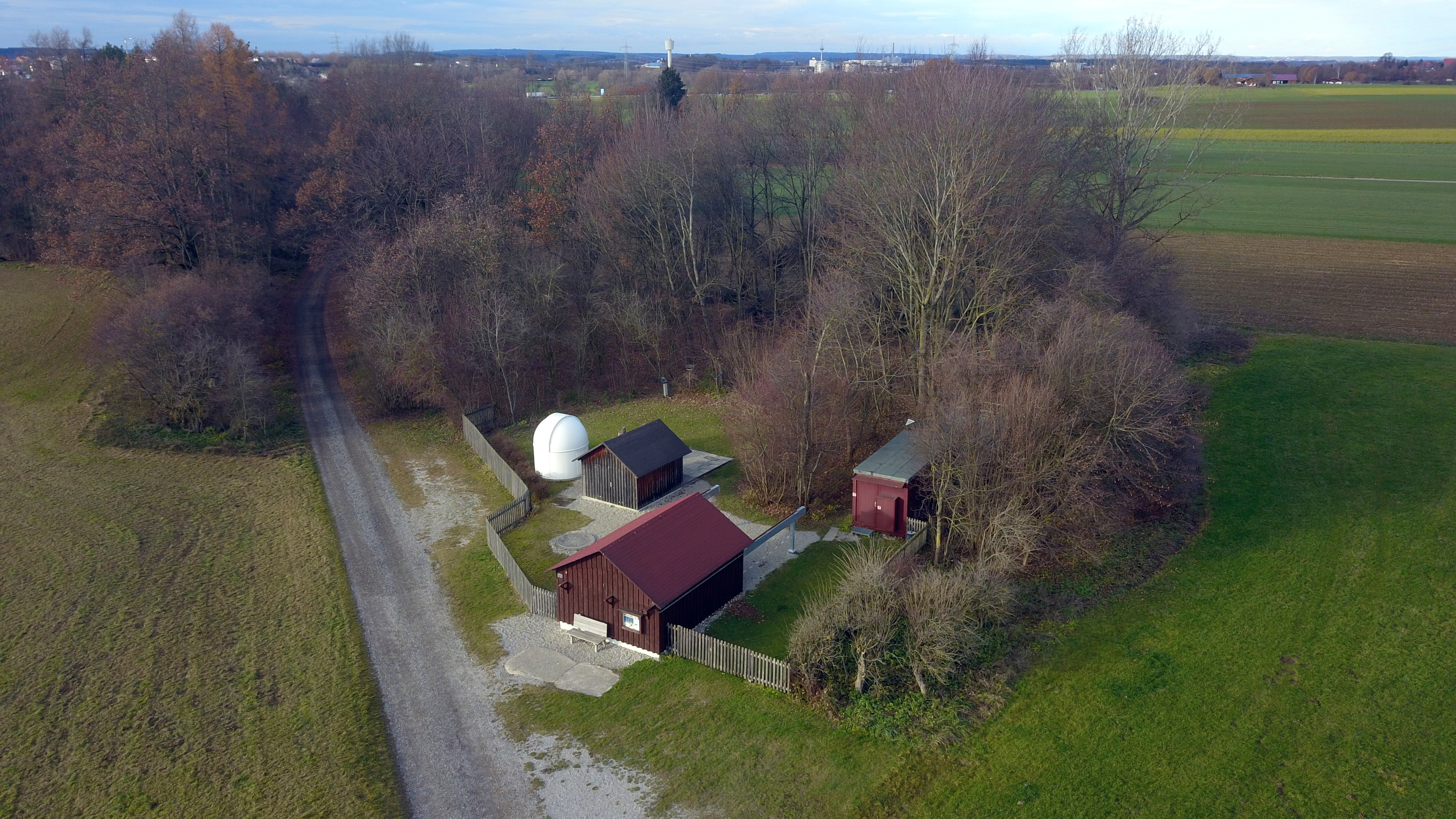
Volkssternwarte mit Kuppel und 2 Teleskophütten

Die Volkssternwarte Buchloe ist eine von einer amateurastronomischen Vereinigung betreute Sternwarte (IAU Observatory Code #215). Sie befindet sich südlich von Buchloe. Ihre geografische Lage beträgt 10° 43' 54" östliche Länge und 48° 00' 58" nördliche Breite, 636 m ü. NN.

## Geschichte
1981 gründeten Amateurastronomen den Arbeitskreis „Sternfreunde der VHS Buchloe“. 1987 errichteten die Mitglieder eine Sternwarte, bestehend aus einer Beobachtungshütte mit Schiebedach. 1997 wurde die „Astronomische Gesellschaft Buchloe e.V.“ als Nachfolgeorganisation der „Sternfreunde“ gegründet. 2003 wurde das Sternwartengelände um mehrere Teleskopstellplätze und eine zweite, verschiebbare Hütte erweitert. Im Jahr 2013 wurde eine 2,7-Meter Kuppel errichtet.
Die Mitglieder betreuen die Sternwarte und betätigen sich auf vielen Gebieten der Astronomie, wie der Astrofotografie, der Beobachtung der Sonne, Deep-Sky-Objekten und Helligkeitsmessungen und Astrometrie von Kometen, Kleinplaneten, veränderlichen Sternen.
Die Volkssternwarte Buchloe bietet regelmäßig öffentliche Himmelsbeobachtungen an.

## Instrumente
Das Hauptinstrument ist ein Newton-Teleskop mit 44 Zentimeter Spiegeldurchmesser und 2,003 Meter Brennweite auf einer massiven parallaktischen Montierung in einer Schiebedachhütte.
In einer zweiten, abschiebbaren Beobachtungshütte sind ein weiteres Newton-Teleskop mit einem Durchmesser von 20,3 Zentimeter und einer Brennweite von 0,914 Meter und ein APO-Refraktor mit einem Durchmesser von 12,7 Zentimeter und einer Brennweite von 0,95 Meter zusammen auf einer parallaktischen Montierung untergebracht.
In der 2,7-Meter Kuppel befindet sich ein Schmidt-Cassegrain-Teleskop mit 30 Zentimeter Öffnung und drei Meter Brennweite (mit Reducer/Bildfeldebner 2,4 m) auf einer parallaktischen Montierung mit Knicksäule, welches vorwiegend für die CCD-Fotografie genutzt wird.